# فلوئورید مس (I)
فلوئورید مس(I) (به انگلیسی: Copper(I) fluoride) یک ترکیب شیمیایی با شناسه پاب‌کم ۳۰۸۴۱۵۳ است. 